# Lucas Holstenius

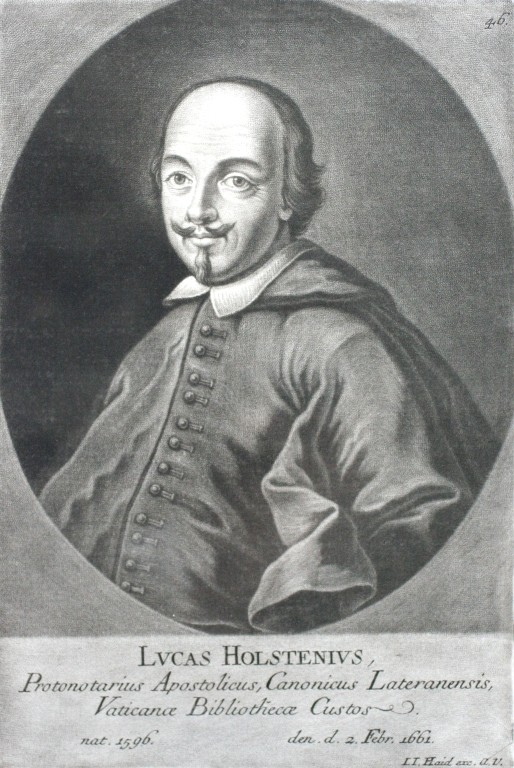
Lucas Holstenius.

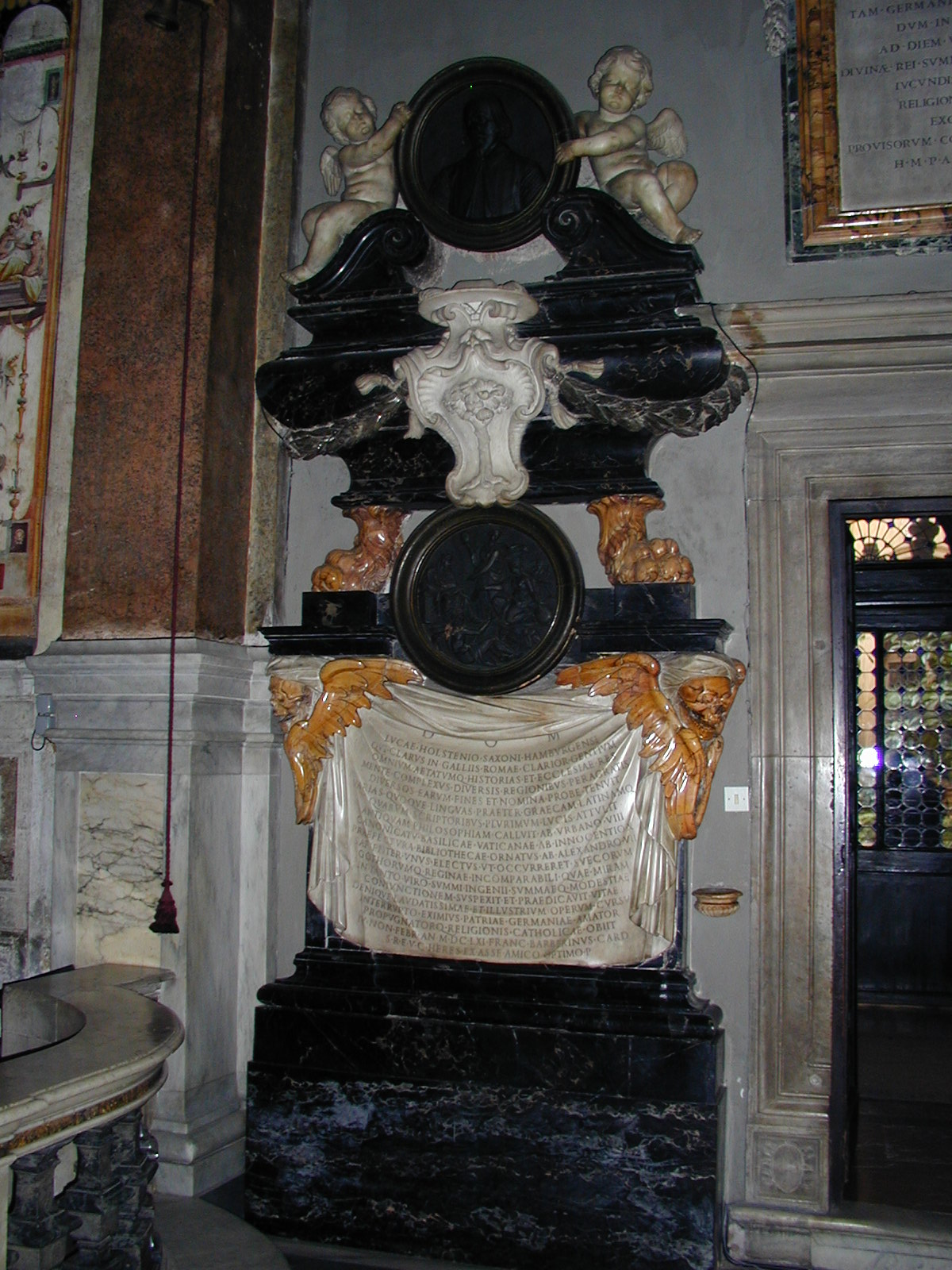
Lucas Holstenius gravvård i kyrkan Santa Maria dell'Anima i Rom, utförd av Antonio Giorgetti.

Lucas Holstenius (ursprungligen Holste), född 27 september 1596 i Hamburg, död 2 februari 1662 i Rom, var en tysk lärd och romersk-katolsk andlig.
Holstenius studerade från 1620 medicin och filologi i Leiden. Från 1622 fördjupade han sig i klassiska, särskilt grekiska, handskrifter i England och Paris. Han kom under dessa studieresor i beröring med flera svenskar. Liksom svensken Jacob Hunterus övergick Holstenius till katolicismen och lämnade samma år som denne (1627) Paris. 
Av kardinal Francesco Barberini kallades han till Rom, där han blev kurator för Vatikanbiblioteket och fick ett kanonikat vid Peterskyrkan. När drottning Kristina lämnat Sverige sändes Holstenius att i Innsbruck ta emot hennes katolska trosbekännelse. Kristina skattade honom högt, och till henne testamenterade han sina lärda arbeten, av vilka få utgavs före hans död. Lucas Holstenius är begravd i den tyska nationens kyrka Santa Maria dell'Anima i Rom; gravvården är ett verk av skulptören Antonio Giorgetti.
Holstenius hade särskilt sysselsatt sig med de grekiska geograferna, med nyplatonikerna och de grekiske kyrkofädernas homilier. Ur hans stora samlingar har senare forskare öst; redan Kristina ställde dem till forskares förfogande, bland andra har Johannes Schefferus begagnat dem. En samling av Holstenius latinska dikter utgavs under hans livstid; hans brev till åtskilliga lärde publicerades däremot först 1817 av Jean-François Boissonade.